# 桑原城の戦い
桑原城の戦い（くわばらじょうのたたかい）は、天文11年（1542年）6月から7月にかけて信濃諏訪郡で行なわれた甲斐守護の武田晴信軍と信濃諏訪の領主・諏訪頼重軍の合戦である。この合戦で諏訪惣領家は事実上滅亡した。

## 概要

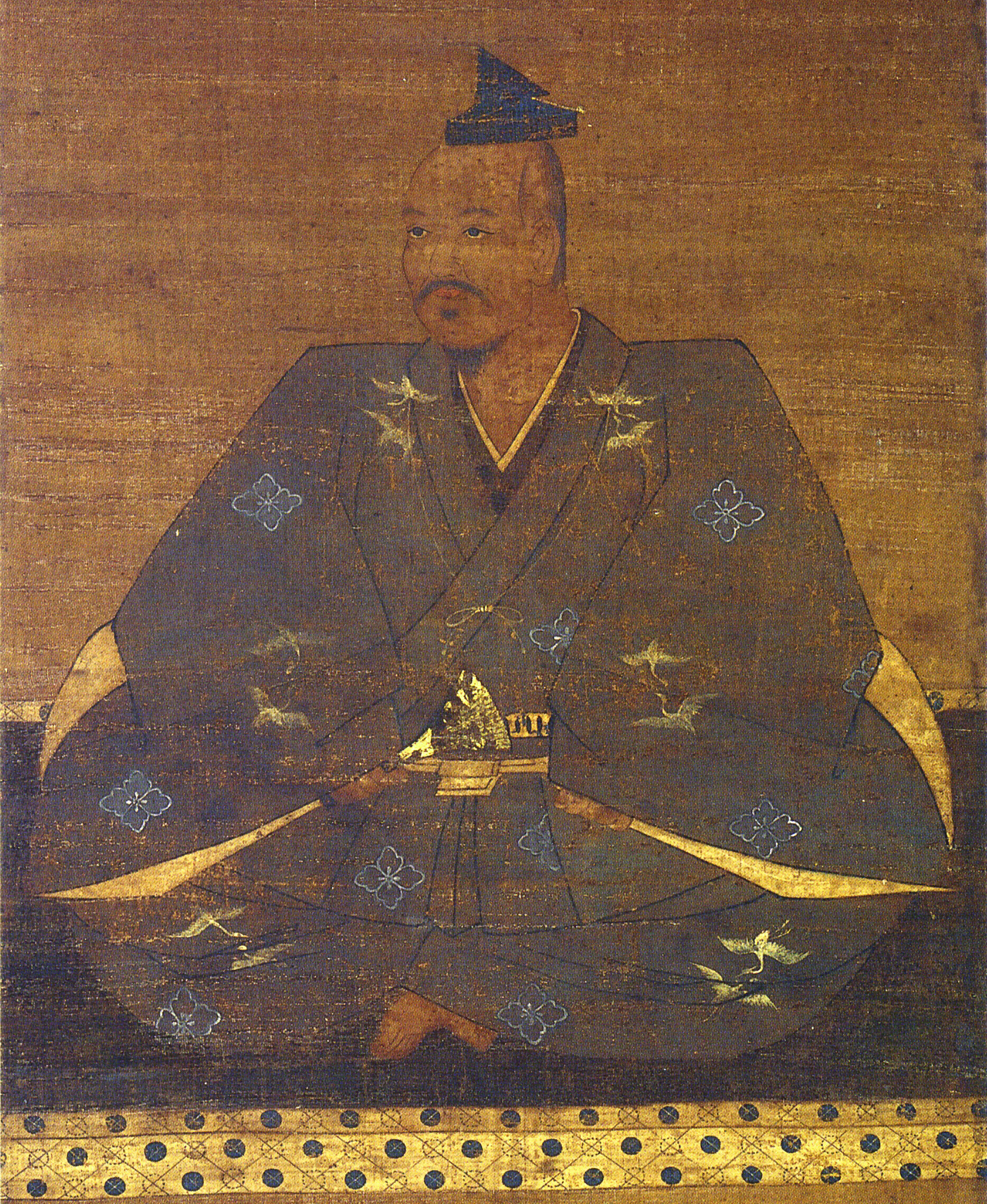
武田晴信

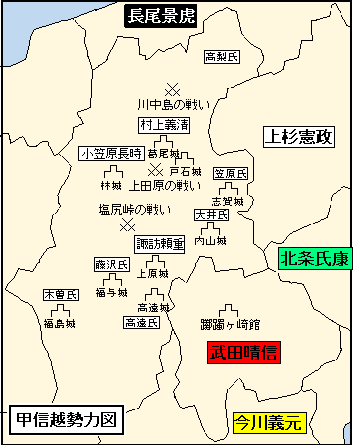
戦国時代の甲信とその周辺[//upload.wikimedia.org/wikipedia/ja/7/73/%E6%88%A6%E5%9B%BD%E7%94%B2%E4%BF%A1%E8%B6%8A.png 拡大

戦国時代に甲斐国の武田信虎と信濃の諏訪氏は同盟を結び、武田氏は信濃佐久・小県郡への侵攻を行っており、天文9年（1540年）には武田・諏訪、信濃村上義清と結んで信濃小県郡への出兵を行っている。天文10年（1541年）6月に信虎が嫡子・武田晴信らにより駿河に追放されると、武田氏は外交方針の転換を行う。
天文9年（1540年）の小県郡侵攻で敗北した海野棟綱は上野の山内上杉憲政に援軍を要請し、憲政は信濃への出兵を行う。諏訪頼重は武田・村上氏へ断ることなく単独で上杉氏と講和を行い、領地の割譲を行う（『神使御頭之日記』）。武田氏はこれを盟約違反と見て、諏訪領への侵攻を行ったと考えられている。
天文11年（1542年）3月には諏訪頼重が信濃守護・小笠原長時と連合して甲斐に侵攻するが、晴信はこれを撃退した（瀬沢の戦い）。このように頼重時代の諏訪家は気候異常によって領内が連年風水害を受け疲弊した中であるにもかかわらず軍事行動を続け、その見返りとなる領地も余り拡大せず、利益が少なかったので人心が離れつつあった。
これにより武田・諏訪両家の関係は悪化し、両家の国境では小競り合いが始まる。晴信は諏訪惣領家に対して不満を抱く諏訪庶家の高遠頼継、諏訪下社の金刺氏らを調略により味方に付ける。そして6月24日、晴信は大挙して上諏訪に攻め込んだ。
6月29日、晴信は御射山に本陣を置いた。これに対して諏訪軍は7月1日に矢崎原で武田軍と対峙した。武田・高遠軍と対峙するだけの兵力的余裕の無い（諏訪軍の兵力は騎馬150、歩兵700から800人）頼重は、居城の上原城を自ら焼き捨てて支城である桑原城へ後退した。もともと甲斐一国と諏訪一郡の戦いで兵力も権力も、使用できる軍費も異なり、さらに甲斐統一の過程で武田軍は戦闘慣れしており、武田軍の優位は明らかであった。
武田・高遠連合軍は頼重を追い、7月3日に桑原城下の高橋口に進出しようとしたため、諏訪軍が防衛にあたり、武田軍を追い返した。
7月4日、頼重は武田からの和睦を申し入れ、晴信はこれを受け入れて頼重の身柄を甲府へ連行した。和睦の条件では頼重の生命は保障されていたとされるが、7月21日に晴信はこれを反故にして頼重とその実弟の頼高を切腹させた。これにより諏訪惣領家は事実上滅亡した。

## 戦後
諏訪家を滅ぼした晴信だが、これが必ずしも諏訪郡全域を平定したというわけではない。諏訪頼重を攻める際に連合した高遠頼継と戦後、諏訪領を宮川を境界にして分割していたからである。しかしこの分割に不満を抱いた頼継はわずか2か月後の9月に上諏訪に侵攻を行ない、今度は晴信と頼継の間で抗争が行なわれることとなる（宮川橋の戦い）。